# Beeley
Beeley è un villaggio e parrocchia civile dell'Inghilterra, appartenente alla contea del Derbyshire.
La popolazione della parrocchia civile al censimento del 2011 era di 195 abitanti.
Fa parte del Peak District National Park ed è stato parte di Chatsworth fin dal XVIII secolo, quando il Duca di Devonshire acquistò Beeley Hill Top e quindi gran parte del circondario della proprietà.  Beeley Old Hall data dal XVII secolo.
Il Peak District Boundary Walk corre attraverso il villaggio.